# Kormos tirannusz
A kormos tirannusz (Sayornis nigricans) a madarak (Aves) osztályának a verébalakúak (Passeriformes) rendjébe a királygébicsfélék (Tyrannidae) családjába tartozó faj.

## Rendszerezése
A fajt William John Swainson angol ornitológus írta le 1827-ben, a Tyrannula nembe  Tyrannula nigricans néven, innen helyezték jelenlegi nemébe.

## Alfajai
- Sayornis nigricans amnicola Bangs, 1902
- Sayornis nigricans angustirostris Berlepsch & Stolzmann, 1896
- Sayornis nigricans aquaticus P. L. Sclater & Salvin, 1859
- Sayornis nigricans latirostris (Cabanis & Heine, 1859)
- Sayornis nigricans nigricans (Swainson, 1827)
- Sayornis nigricans semiater (Vigors, 1839)

## Előfordulása
Kanada, az Amerikai Egyesült Államok, Mexikó, Costa Rica, Salvador, Guatemala, Honduras, Nicaragua, Panama, Argentína, Belize, Bolívia, Kolumbia, Ecuador, Peru és Venezuela területén honos. 
Természetes élőhelyei a tavak, csatornák, folyók és patakok környéke, cserjés, sziklás környezetben. Vonuló faj.

## Megjelenése
Testhossza 15–18 centiméter, testtömege 18 gramm.
|  |  |

## Életmódja
Rovarokkal és más ízeltlábúakkal táplálkozik.

## Szaporodása
Fészekalja 3-6 tojásból áll, melyen 15-17 napig kotlik. A fiókák kirepülési ideje még 14-21 nap.

## Természetvédelmi helyzete
Az elterjedési területe rendkívül nagy, egyedszáma pedig növekszik. A Természetvédelmi Világszövetség Vörös listáján nem veszélyeztetett fajként szerepel.